# چار آبدانی
چار آبدانی (به لاتین: Char Abdani) یک روستا در بنگلادش است که در استان باریسال و در ناحیه باریسال واقع شده است.